# جزیرک گریت آیزاک، باهاما
جزیرک گریت آیزاک، باهاما (انگلیسی: Great Isaac Cay, Bahamas) یک جزیره کوچک باهاما می‌باشد که در حدود ۲۰ مایلی (۳۲ کیلومتری) NNE جزایر بیمینی واقع شده‌است. این جزیرک تنها به وسیله قایق قابل دسترسی است.

## فانوس دریایی
فانوس دریایی ایزاک (به انگلیسی: Great Isaac Lighthouse) یک فانوس دریایی بود که در سال ۱۹۶۹ خود فانوس دریایی و ۲ نگهبانش ناپدید شدند و هرگز پیدا نشدند..